# Марлин (Пенсилванија)
Марлин (енгл. Marlin) насељено је место без административног статуса у америчкој савезној држави Пенсилванија.

## Демографија
По попису из 2010. године број становника је 661, што је 21 (3,3%) становника више него 2000. године.
| Група             | 2000.       | 2010.       |
| Белци             | 634 (99,1%) | 640 (96,8%) |
| Афроамериканци    | 4 (0,6%)    | 4 (0,6%)    |
| Азијати           | 0 (0,0%)    | 1 (0,2%)    |
| Хиспаноамериканци | 3 (0,5%)    | 4 (0,6%)    |
| Укупно            | 640         | 661         |